# Monkey Business
A Monkey Business („szamárság”) az amerikai Black Eyed Peas együttes negyedik albuma, melyet 2005 júniusában adtak ki.

## Számlista
1. Pump It 3:35
2. Don’t Phunk with My Heart 3:59
3. My Style (ft. Justin Timberlake és Timbaland) 4:28
4. Don’t Lie 3:39
5. My Humps 5:27
6. Like That (ft. Q-Tip, Cee-Lo, Talib Kweli és John Legend) 4:34
7. Dum Diddly (ft. Dante Santiago) 4:19
8. Feel It 4:19
9. Gone Going (ft. Jack Johnson) 3:13
10. They Don’t Want Music (ft. James Brown) 6:46
11. Disco Club 3:48
12. Bebot 3:30
13. Ba Bump 3:56
14. Audio Delite at Low Fidelity 5:29
15. Union (ft. Sting) 5:04

### Bónuszszámok
- Do What You Want
- If You Want Love
- Bend Your Back
- Make Them Hear You
- Shake Your Monkey
- Pump It (Travis Barker remix)
- Dum Diddly (Noizetrip remix)

### Kislemezek
- Don’t Phunk with My Heart
- Don’t Lie
- My Humps
- Pump It
- Like That (csak videóklip formában)
- Bebot (csak videóklip formában)
- Gone Going (csak a rádiókban)
- Dum Diddly (csak a rádiókban)
- Union (csak videóklip formában)

## Listás helyezések, minősítés és eladás
| Lista (2005/2006)        | Csúcshelyzés | Minősítés   | eladás     |
| ------------------------ | ------------ | ----------- | ---------- |
| Argentinian Albums Chart | 1            | Platina     | 40,000+    |
| Australian Albums Chart  | 1            | 6x Platinum | 420,000    |
| Austrian Albums Chart    | 2            | -           | -          |
| Canadian Albums Chart    | 1            | 6x Platina  | 600,000    |
| Danish Albums Chart      | 3            | -           | -          |
| Dutch Albums Chart       | 3            | -           | -          |
| Finnish Albums Chart     | 4            | -           | -          |
| French Albums Chart      | 1            | 2x Platina  | 439,000    |
| Germany Albums Chart     | 1            | Platina     | 200,000    |
| Greek Albums Chart       | 13           | Gold        | 10,000     |
| Italian Albums Chart     | 10           | -           | -          |
| Japanese Albums Chart    | 3            | Platina     | 340,000+   |
| Mexican Albums Chart     | 1            | 3x Arany    | 150,000    |
| New Zealand Albums Chart | 1            | 4x Platina  | 60,000     |
| Norway Albums Chart      | 15           | -           | -          |
| Russian Albums Chart     |              | 6x Platina  | 120,000    |
| Spain Albums Chart       | 5            | Platina     | 150,000+   |
| Swedish Albums Chart     | 16           | Arany       | 20,000     |
| Switzerland Albums Chart | 1            | 2x Platinum | 80,000     |
| U.S Billboard 200        | 2            | 4x Platina  | 4,258,000  |
| UK Albums Chart          | 4            | 3x Platina  | 1,065,834  |
| Világszerte              | -            | -           | 10,000,000 |

## Megjelenés
| Régió            | Dátum           |
| ---------------- | --------------- |
| Írország         | 2005. május 27. |
| Európa           | 2005. május 30. |
| Egyesült Államok | 2005. június 7. |